# کارلو اسیناری
کارلو اسیناری (انگلیسی: Carlo Asinari; ۳ november ۱۸۸۴ – ۱۷ مهٔ ۱۹۶۲) ورزشکار مسابقه اسب‌دوانی اهل ایتالیا بود.
وی در مسابقات کشوری و بین‌المللی در مجموع برندهٔ ۱ مدال برنز شده‌است.